# Rohilkhand

Der nordindische Bundesstaat Uttar Pradesh mit der historischen Region Rohilkhand im Nordwesten; zur Nummerierung der Distrikte siehe den Artikel zu Uttar Pradesh

Rohilkhand (Hindi: रोहिलखंड, Urdu: روہیل کھنڈ; Rohilkhanḍ) ist eine historische Region Indiens mit dem Zentrum im heutigen Bundesstaat Uttar Pradesh, die nach dem während der Mogulzeit aus Regionen oberhalb des indischen Subkontinents und der Safawiden Irans eingewanderten paschtunischen Stamm der Rohilla benannt wurde. Die Hauptstädte der Region waren Bareilly und Rampur; weitere wichtige Städte sind Bijnor, Badaun, Moradabad, Shahjahanpur und Pilibhit.

## Wortherkunft
Roh (Paschto) bedeutet hoher Berg. Rohilla bedeutet Bewohner, die auf hohen Berge leben. Außerdem lebten Paschtunen seit Jahrhunderten in Indien und Iran.  Ca. vier Millionen paschtunischen Nomaden wanderten zwischen Indien und in den Täler der indischen Bergen (Hindukusch) hin und her.
Firdausi (940–1020) hat 11 mal in seinem Schahname (Königsbrief ca. 60.000 Verse) Koh i Hind (Indische Berge oder indische Gebirge)  oder  Hindu Koh  (Berge der Hindu; also Hinduismus betreffend) geschrieben.
Der Vater schwelgť in Seid ' und Gold ,

Weil Simurg zum indischen Berg mich geholt"

Nichts wünscht ' ich als daß sie mir Futter bracht ' ,

 Und sie mich gleich ihren Jungen acht

## Geografie
Die eine Fläche von etwa 25.000 km² Region Rohilkhand liegt in Höhenlagen von ca. 150 bis 300 m in der fruchtbaren oberen Ganges-Ebene. Im Nordwesten grenzt die Region an den im Jahr 2000 neugeschaffenen indischen Bundesstaat Uttarakhand, dessen Süden historisch gesehen ebenfalls zu Rohilkhand gehörte, sowie zum kleineren Teil an Nepal; im Südosten befindet sich die wirtschaftlich und historisch bedeutsame Region Avadh (auch Oudh) mit der Hauptstadt Lucknow. Das Land ist von zahlreichen Flüssen (z. B. Ramganga) durchzogen, die ihren Ursprung im Himalaya-Gebirge haben. Das Klima ist heiß und – vor allem in der Monsunzeit – regenreich.

## Bevölkerung
Ca. 59 % der etwa 20 Millionen Einwohner der Region sind Hindus, ca. 39 % sind Muslime; die restlichen 2 % verteilen sich auf andere Religionen (Jains, Sikhs, Buddhisten, Christen). Der männliche Bevölkerungsanteil übersteigt (wie in Norden Indiens üblich) den weiblichen um mehr als 10 %.

## Wirtschaft

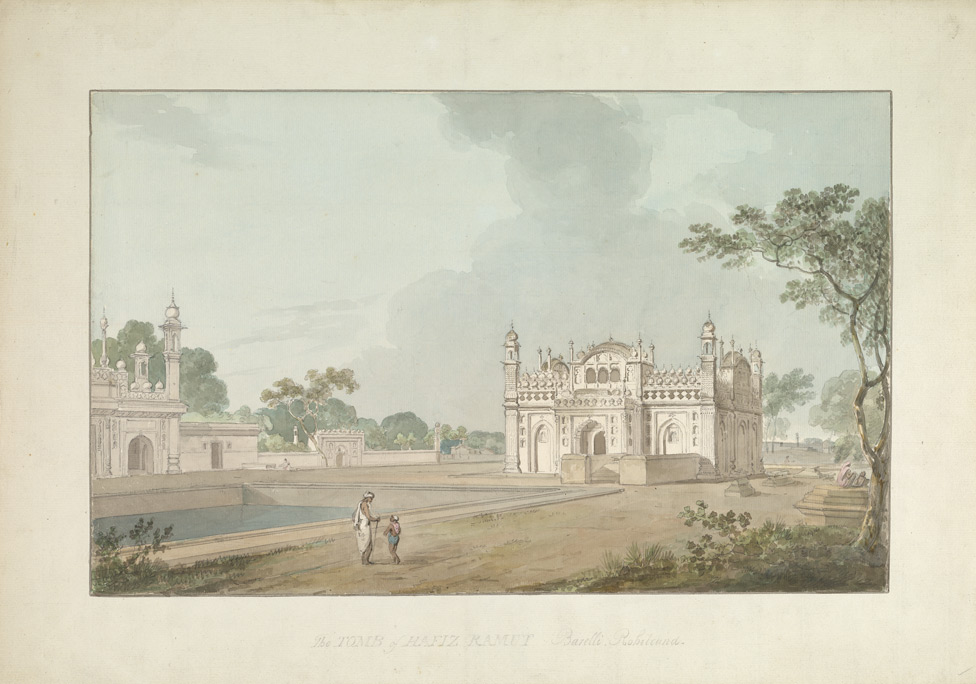
Das nicht mehr existente Mausoleum für den von 1749 bis 1774 herrschenden Regenten von Rohilkhand Hafiz Rahmat Khan in Bareilly

Die Region war und ist in hohem Maße landwirtschaftlich orientiert, wobei in Indien die Viehzucht nur eine sehr untergeordnete Rolle spielt. Angebaut werden hauptsächlich Reis, Weizen, Linsen etc. Die Städte fungieren bis heute als regionale Handels-, Handwerks- und Dienstleistungszentren.

## Geschichte
Die Region war schon in der Antike besiedelt und wird unter dem Namen Madhyadesh im Mahabharata-Epos erwähnt. Im Mittelalter gehörte sie zum Machtbereich des Sultanats von Delhi. Nach dem Zerfall des Mogulreichs nach dem Tod Aurangzebs (1707) wurden die eingewanderten Rohillas in der Mitte des 18. Jahrhunderts durch die Nawabs von Avadh (Oudh) unterworfen, die sich jedoch ihrerseits in der zweiten Hälfte des Jahrhunderts mit dem immer stärker werdenden Vordringen der zentralindischen Marathen und der Briten auseinanderzusetzen hatten. Letztere annektierten das Gebiet in ihr Imperium als Folge des Aufstands der Jahre 1857 bis 1859.

## Belege
1. ↑  Firdosi's Königsbuch (Schahname), übersetzt Friedrich Rückerk E. A. Bayer 1890, S. 168